# Sterling Brown (Basketballspieler)
Sterling Damarco Brown (* 10. Februar 1995 in Maywood, Illinois) ist ein US-amerikanischer Basketballspieler, der seit in der Saison 2024/25 bei Partizan Mozzart Bet Belgrad unter Vertrag steht.

## Karriere
Brown spielte von 2013 bis 2017 an der Southern Methodist University, danach meldete er sich zur NBA-Draft 2017 an. Dort wurde er an 46. Stelle von den Philadelphia 76ers ausgewählt. Die Rechte an Brown sicherten sich jedoch am 6. Juli 2017 die Milwaukee Bucks. Sein NBA-Debüt bestritt er am 20. Oktober 2017 im Spiel gegen die Cleveland Cavaliers, als er sechs Minuten auf dem Feld stand. Nach drei Jahren in Milwaukee stand Brown 2020/21 bei den Houston Rockets unter Vertrag und kam mit 8,2 Punkten je Begegnung auf seinen bisherigen NBA-Höchstwert.
Im August 2021 unterschrieb er einen Zweijahresvertrag bei den Dallas Mavericks. Die Texaner gaben ihn im Juni 2022 an seinen ehemaligen Arbeitgeber Houston Rockets ab. Noch vor dem Beginn der Saison 2022/23 wurde er Ende September 2022 an die Oklahoma City Thunder weitergereicht.
Zur Saison 2023/24 wechselte er zu Alba Berlin in die Bundesliga und erhielt einen Zweijahresvertrag. Mit Berlin wurde er Vizemeister, nachdem man sich in der Finalserie Best-of-Five, dem FC Bayern Basketball geschlagen geben musste. Nach der Saison nutze er eine Ausstiegsklausel in seinem Vertrag und verließ Berlin wieder und wechselte zu Partizan Mozzart Bet Belgrad.

## Zwischenfall mit der Polizei (2018)
Am 26. Januar wurde Brown um 2 Uhr nachts von einem Beamten der Polizei von Milwaukee aufmerksam gemacht, dass sein PKW quer auf zwei Behindertenparkplätzen stehe. Zu dieser Zeit war der Parkplatz einer Walgreens-Filiale nahezu leer. Der Polizeibeamte forderte Verstärkung an, nach kurzer Zeit erreichte eine Vielzahl an Polizisten den Parkplatz. Als ein Polizist Brown aufforderte, seine Hände aus den Taschen seines Sweatshirts zu ziehen, entgegnete Brown, dass er Gegenstände in seiner Hand halte. Daraufhin wurde er von den Beamten, die einen Elektroschocker einsetzten, überwältigt. Brown wurde wegen Widerstands gegen die Staatsgewalt festgenommen und der Fall an die Staatsanwaltschaft weitergegeben.
Erst vier Monate später erfuhr die Öffentlichkeit von dem Zwischenfall, als Milwaukees Polizei ein 30-minütiges Video der Verhaftung Browns veröffentlichte, welches von der Body-Cam eines Beamten aufgezeichnet wurde. Der Vorfall sorgte in den Vereinigten Staaten für große Medienaufmerksamkeit, das Verhalten der Polizei wurde von der Öffentlichkeit teils stark kritisiert. Der Polizeichef von Milwaukee entschuldigte sich daraufhin öffentlich bei Brown und kündigte eine interne Untersuchung gegen die beteiligten Polizisten an.

## Privates
Brown ist der jüngere Bruder des ehemaligen NBA-Spielers Shannon Brown. Shannon spielte unter anderem für die Los Angeles Lakers, mit denen er zweimal Meister wurde.

## Karriere-Statistiken

### NBA

#### Hauptrunde
| Saison  | Team      | GP  | GS | MPG  | FG % | 3P % | FT % | RPG | APG | SPG | BPG | PPG |
| ------- | --------- | --- | -- | ---- | ---- | ---- | ---- | --- | --- | --- | --- | --- |
| 2017–18 | Milwaukee | 54  | 4  | 14.4 | .400 | .352 | .875 | 2.6 | 0.5 | 0.6 | 0.2 | 4.0 |
| 2018–19 | Milwaukee | 58  | 7  | 17.8 | .465 | .361 | .690 | 3.2 | 1.4 | 0.4 | 0.1 | 6.4 |
| 2019–20 | Milwaukee | 52  | 1  | 14.8 | .371 | .324 | .800 | 3.5 | 1.0 | 0.6 | 0.1 | 5.1 |
| 2020–21 | Houston   | 51  | 14 | 24.1 | .448 | .423 | .806 | 4.4 | 1.4 | 0.8 | 0.2 | 8.2 |
| 2021–22 | Dallas    | 49  | 3  | 12.8 | .381 | .304 | .933 | 3.0 | 0.7 | 0.3 | 0.1 | 3.3 |
| Gesamt  | Gesamt    | 264 | 29 | 16.8 | .420 | .364 | .796 | 3.3 | 1.0 | 0.5 | 0.2 | 5.4 |

#### Play-offs
| Saison  | Team      | GP | GS | MPG  | FG % | 3P % | FT % | RPG | APG | SPG | BPG | PPG |
| ------- | --------- | -- | -- | ---- | ---- | ---- | ---- | --- | --- | --- | --- | --- |
| 2017–18 | Milwaukee | 3  | 0  | 4.3  | .600 | .333 | –    | 0.7 | 0.0 | 0.3 | 0.0 | 2.3 |
| 2018–19 | Milwaukee | 11 | 5  | 14.7 | .395 | .333 | .727 | 2.7 | 1.7 | 0.5 | 0.3 | 4.1 |
| 2019–20 | Milwaukee | 1  | 0  | 4.0  | .000 | .000 | –    | 1.0 | 0.0 | 0.0 | 0.0 | 0.0 |
| Gesamt  | Gesamt    | 15 | 5  | 11.9 | .409 | .320 | .727 | 2.2 | 1.3 | 0.5 | 0.2 | 3.5 |